# Волфганг Соботка
Волфганг Соботка (рођен 5. јануара 1956) је аустријски учитељ, диригент и политичар (Аустријска народна партија). Од 20. децембра 2017. године је председник Националног савета Републике Аустрије. Од 2016. до 2017. године је био министар унутрашњих послова Републике Аустрије. Од 1998. до 2016. је био канцелар покрајине Доња Аустрија, а од 2009. до 2016. је био шеф особља заменика гувернера Доње Аустрије. Током 80-их и 90-их година је радио као учитељ у многим основним и музичким школама у његовом родном граду Вајдхофену на Ибу. Године 1992, је започео политичке реформе у родном граду, у почетку као члан градског савета. Од 1996. до 1998. је, поред функција у покрајини Доња Аустрија, обављао и функцију градоначелника Града Вајдхофена на Ибу.